# Mikko Nousiainen
Mikko Olavi Nousiainen ou plus simplement Mikko Nousiainen (né le 26 avril 1975 à Tampere) est un acteur finlandais.
Il est connu  pour sa révélation  dans le film Levottomat de Aku Louhimies en 2000.